# Pisuerga
Le Pisuerga est une rivière espagnole qui naît en Palencia, dans la communauté autonome de Castille-et-León et qui se jette, en rive droite, dans le fleuve le Douro dans la province de Valladolid. 

## Géographie
Son cours est de 283 km de longueur[réf. nécessaire]. Il prend source dans la cordillère Cantabrique, à 1 620 m d'altitude.
Il traverse notamment Valladolid qui est aussi le confluent avec l'Esgueva. Il longe le canal de Castille qui conflue aussi en rive droite à Valladolil. Il conflue au sud de Valladolid, en rive droite du Douro, à 675 m d'altitude.

### Bassin versant
Son bassin versant est de 15 828 km2[réf. nécessaire].

### Toponymes
le Pisuerga a donné son hydronyme à plusieurs communes dont notamment Cabezón de Pisuerga, Cervera de Pisuerga,  Herrera de Pisuerga, Magaz de Pisuerga, Salinas de Pisuerga, Valbuena de Pisuerga

## Affluents
Les principaux affluents sont :
- Esgueva (rg[note 1]) 116 km pour un bassin versant de 1 016 km2 et un débit de 0,4 m3/s qui conflue dans Valladolid.
- Valdavia (rd), 71 km pour un bassin versant de 1 042 km2
- Carrión (rd), 179 km pour un bassin versant de 3 351 km2 et un débit de 20,8 m3/s
- Arlanza (rg), 160 km pour un bassin versant de 5 338 km2 et un débit de 29,4 m3/s
- Burejo (rd), qui conflue à Herrera de Pisuerga

## Hydrologie

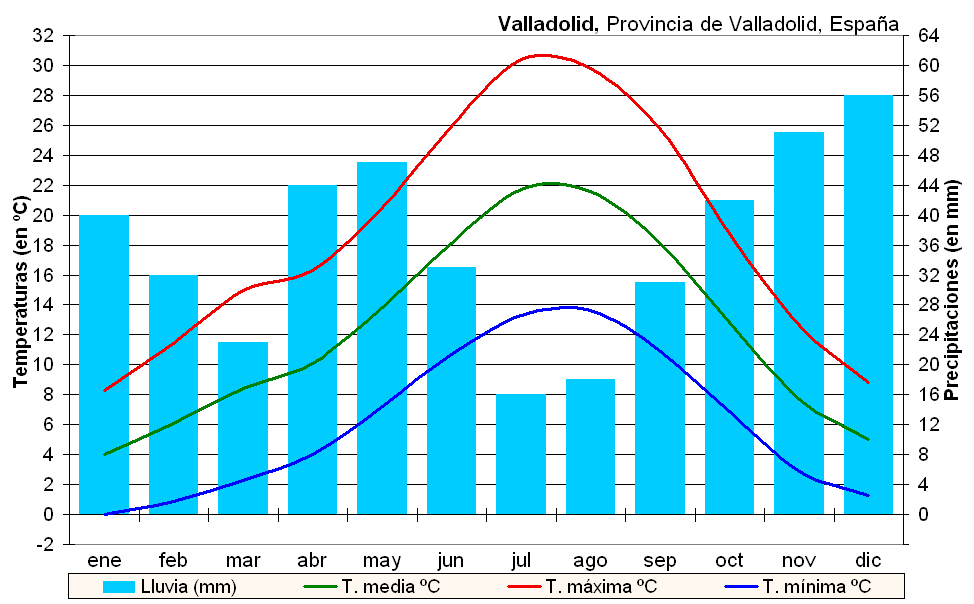
Climat de Valladolid.

Son module est de 82 m3/s[réf. nécessaire].

### Climat
| Mois                              | jan. | fév. | mars | avril | mai  | juin | jui. | août | sep. | oct. | nov. | déc. | année |
| --------------------------------- | ---- | ---- | ---- | ----- | ---- | ---- | ---- | ---- | ---- | ---- | ---- | ---- | ----- |
| Température minimale moyenne (°C) | 0    | 0,9  | 2,3  | 4     | 7,2  | 10,7 | 13,3 | 13,6 | 10,9 | 6,9  | 2,9  | 1,3  | 6,2   |
| Température maximale moyenne (°C) | 8,3  | 11,4 | 15   | 16,3  | 20,5 | 25,9 | 30,4 | 29,8 | 25,7 | 18,8 | 12,6 | 8,8  | 18,6  |
| Précipitations (mm)               | 40   | 32   | 23   | 44    | 47   | 33   | 16   | 18   | 31   | 42   | 51   | 56   | 435   |

## Aménagements et écologie
- barrage d'Aguilar à l'ouest de Aguilar de Campoo de 500 m de longueur, 48 m de hauteur, 247 hm3 de volume, à 943 m d'altitude[2].
- centrale d'Aguilar, construite en 1964, 10 MW en deux turbines Francis[2]